# Championnats d'Europe de boxe amateur 1934
Navigation
Édition précédente Édition suivante
La 4e édition des championnats d'Europe de boxe amateur s'est déroulée à Budapest, Hongrie, du 11 au 15 avril 1934. 

## Résultats

### Podiums
| Catégories                 | Or              | Argent             | Bronze               |
| Poids mouches (-50,8 kg)   | Patrick Palmer  | Frigyes Kubinyi    | Szapsel Rotholc      |
| Poids coqs (-53,5 kg)      | Istvan Enekes   | Stig Cederberg     | Tadeusz Rogalski     |
| Poids plumes (-57,1 kg)    | Otto Kaestner   | Dezső Frigyes      | Mieczysław Forlański |
| Poids légers (-61,2 kg)    | Mario Facchin   | Imre Harangi       | Karl Schmedes        |
| Poids welters (-66,7 kg)   | Dave McClave    | Istvan Varga       | Ole Roisland         |
| Poids moyens (-72,6 kg)    | Lajos Szigeti   | Witold Majchrzycki | Alfredo Neri         |
| Poids mi-lourds (-79,4 kg) | Hans Zehetmayer | Roman Antczak      | Willy Puersch        |
| Poids lourds (+79,4 kg)    | Gunnar Baerlund | Herbert Runge      | Pat Floyd            |

### Tableau des médailles
| Place | Pays             | Médaille d'or, Europe | Médaille d'argent, Europe | Médaille de bronze, Europe | Total |
| ----- | ---------------- | --------------------- | ------------------------- | -------------------------- | ----- |
| 1     | Hongrie          | 2                     | 4                         | 0                          | 6     |
| 2     | Angleterre       | 2                     | 0                         | 1                          | 3     |
| 3     | Allemagne        | 1                     | 1                         | 2                          | 4     |
| 4     | Italie           | 1                     | 0                         | 1                          | 2     |
| 5     | Autriche         | 1                     | 0                         | 0                          | 1     |
| 5     | Finlande         | 1                     | 0                         | 0                          | 1     |
| 7     | Pologne          | 0                     | 2                         | 3                          | 5     |
| 8     | Suède            | 0                     | 1                         | 0                          | 1     |
| 9     | Norvège          | 0                     | 0                         | 1                          | 1     |
| Total | 9 pays médaillés | 8                     | 8                         | 8                          | 24    |